# 前世再生機
『前世再生機』（ぜんせさいせいき　原題：A Trace Of Memory）は、アメリカ合衆国のSF作家キース・ローマーによる長編SF小説。

## あらすじ
レジョンは、もと軍情報部員でもと私立探偵だったが、いまは無職の男である。彼は新聞の募集広告を見て、フォスターに雇われた。フォスターは見た目は中年だったが、実は1917年に記憶喪失状態で病院で目覚めたらしい。フォスターは自分の過去の記憶を取り戻すとともに、目覚めたときに持っていた日記を解読してほしいという。彼の屋敷で眠りについた2人だったが、突然光の玉の群れの襲撃を受けた。屋敷を捨てて脱出した2人は、遠く離れた場所のホテルに避難した。そこである手がかりから、日記に書かれた未知の言語を解読することができた。
次の朝、フォスターは若い身体に変化しており、自分の記憶を失っていた。日記に書かれていたイギリスのストーンヘンジへ行った2人は、またしても光球の群れに襲われた。どういうわけか懐中電灯の光で撃退できたので、それらが出てきた穴に入ってみると、地下には制御室のようなものが隠されていた。レーダー盤には地球を周回していると思われる宇宙船が映っている。レジョンが何気なく1本のレバーを引くと、宇宙船から救命艇が分離し2人のいる場所に着陸した。救命艇で宇宙船に乗り込んだところ、内部には4体の白骨死体と情報や記憶が収められている「棒状の物体」などがあった。棒状物体で彼らは、この船が惑星ヴァルロンからきたこと、ヴァルロン人は若い身体によみがえる「変化」の前に、自身の記憶を棒状物体に保存しておき、変化後に脳に移すことも知った。
記憶の一部を取り戻したフォスターは、宇宙船で故郷の惑星ヴァルロンに向かった。レジョンは、棒状物体をはじめ宇宙船にあった珍しい品々をわけてもらい、救命艇で地球に戻った。彼は救命艇を見つけられない場所に隠した。ヴァルロン人が集めた棒状物体からの情報をもとに、空想的な科学映画を作ったレジョンは大金持ちになり、小島を買ってのんびりと暮らしていた。
地球に帰還してから3年たったある日のこと、島にアメリカ軍が上陸してきた。指揮しているスメイル将軍は、調査するために来たという。科学映画に火星をとりあげたものがあったが、初めての火星探査機から送られた画像とそっくりだというのだ。どのように映画を作ったのかと詰問され、返答に窮するレジョン。やがてソビエト軍もやってきて、島は戦闘状態になった。何とか島を脱出したレジョンは、マルガレータの助けもあって身を隠すことができた。だが隠れ家にも、米ソの諜報員がやってきた。レジョンは隠していた救命艇で惑星ヴァルロンへ向かうことにした。偶然に乗り込んできた１匹の猫とともに。
レジョンは棒状物体で、ヴァルロンの言語を学んだ。名前はヴァルロン風に、「ドゥルゴン」と変えることにした。やがて救命艇は、ヴァルロンの宇宙港に自動操縦で着陸した。だがそこには、発着する宇宙船もなく、人々の姿もみえず静寂に包まれていた。現れた一団の男たちによってドゥルゴンは捕らえられ、奴隷にさせられた。その男たちには前世の記憶はなかった。ドゥルゴンは小領主ゴープお抱えの、笛吹き奴隷として生活することになった。ある日、下克上で地位をあげられると知ったドゥルゴンは、笛吹き頭に勝負を挑み、みごと頭の地位を手にいれた。だが、そのあいだにもフォスターの姿を見ず、噂を聞くこともなかった。

## 主な登場人物
- レジョン - 本作の主人公。軍の情報部員から私立探偵を経て、フォスターに雇われた。
- フォスター - 謎の人物。若いのか老いているのかわからない。
- マルガレータ - レジョンのガールフレンド。逃亡の手助けをしてくれる。
- スメイル - レジョンの島に乗り込んできたアメリカ軍の将軍。
- ドゥルゴン - 惑星ヴァルロンで使った、レジョンの仮名。
- ゴープ - ヴァルロンの小領主。ドゥルゴンが初めて奴隷として仕えた。
- クォヘイ - ヴァルロンの小領主。ドゥルゴンに決闘を申し込まれ、下克上で地位を失った。
- オムモドゥラド - ヴァルロンの大領主。この惑星で、前世の記憶を持つただひとりの男。

## 書誌情報
- 『前世再生機』　岡部宏之訳　ハヤカワ文庫SF　SF26　1971年5月31日発行